# Jóhannes Karl Guðjónsson
Jóhannes Karl Guðjónsson (Akranes, 25 maggio 1980) è un allenatore di calcio ed ex calciatore islandese, di ruolo centrocampista, attuale allenatore dei danesi dell'AB.

## Biografia
Noto con il diminutivo di Joey, è figlio di Guðjón Þórðarson, fratello di Bjarni Eggerts Guðjónsson e Þórður Guðjónsson, e padre di Ísak Bergmann Jóhannesson.

## Palmarès

### Giocatore
- Campionato belga: 1

Genk: 1998-1999